# Holotrichapion pullum
Holotrichapion pullum – gatunek chrząszcza z rodziny pędrusiowatych i podrodziny Apioninae. Zamieszkuje środkową i wschodnią część Europy oraz zachodnią część Azji. Żeruje na lucernach. 

## Taksonomia
Gatunek ten opisany został po raz pierwszy w 1833 roku przez Leonarda Gyllenhaala pod nazwą Apion pullum.  W 1990 roku umieszczony został przez Miguela Á. Alonsa-Zarazagę w podrodzaju Apiops w obrębie rodzaju Holotrichapion.

## Morfologia
Chrząszcz o ciele długości od 1,6 do 2,5 mm. Oskórek na przedpleczu i pokrywach jest jednakowo lśniący, na tych ostatnich zielonkawoniebieski, jaśniejszy niż u podobnego pędrusia lucernowca. 
Prostokątną w zarysie głowę cechują: bardziej niż u pędrusia lucernowca płaskie oczy, bardzo słabo zaznaczone i nie wykraczające poza przednią krawędź oczu kile podoczne, grube punktowanie czoła, niewykraczające poza połowę oczu punktowanie ciemienia oraz prawie równoległe skronie. Ryjek u samca jest nieco krótszy niż głowa i przedplecze razem wzięte, stosunkowo gruby, walcowaty, równomiernie i niezbyt mocno zakrzywiony, aż po szczyt matowy i gęsto punktowany. U samicy ryjek jest wyraźnie dłuższy niż głowa i przedplecze razem wzięte, znacznie cieńszy niż u płci przeciwnej, niezbyt mocno zakrzywiony, pokryty punktami bardziej niż u samca rozproszonymi. Czułki u samicy osadzone są bliżej połowy długości ryjka niż u samca. Na guli poprzeczna listewka jest u samicy słabo rozwinięta, a u samca nieobecna.
Przedplecze jest wyraźnie szersze niż dłuższe, w zarysie prostokątne, słabo ku przodowi zwężone, szersze niż u pędrusia lucernowca. Punkty na przedpleczu są grube, gęściej rozmieszczone niż u pędrusia lucernowca, każdy zaopatrzony w drobny i delikatny włosek. Mała, trójkątna tarczka ma pozbawioną punktów powierzchnię. Pokrywy są owalne, słabiej wysklepione i słabiej ku tyłowi rozszerzone niż u pędrusia lucernowca, ku przodowi prosto się zwężające. Międzyrzędy są zwykle płaskie, trochę węższe niż u pędrusia lucernowca. U szczytu pokryw rządek trzeci łączy się z czwartym, piątym z szóstym, a siódmy z ósmym. Każda pokrywa ma jedną szczecinkę wyspecjalizowaną, umieszczoną w tylnej ⅓ międzyrzędu siódmego.

## Biologia i ekologia
Owad ten zasiedla łąki, zarośla, nieużytki, pola, przydroża i rowy. Zarówno larwy, jak i postacie dorosłe są monofagicznymi fitofagami bobowatych z rodzaju lucerna. Stwierdzono ich żerowanie na lucernie nerkowatej, sierpowatej i siewnej.
Aktywne osobniki dorosłe obserwowane są od kwietnia do listopada. Jaja umieszczane są przez samicę pojedynczo w pączkach liściowych rośliny. Okres ich składania przypada na wrzesień i jesień. Endofagiczna larwa żeruje wewnątrz pąka, a gdy ten zasycha, wykorzystuje go jako hibernakulum do przezimowania. Przepoczwarczenie następuje w pąku wiosną kolejnego roku.

## Rozprzestrzenienie
Gatunek palearktyczny, w Europie znany z Niemiec, Austrii, Łotwy, Litwy, Polski, Czech, Słowacji, Węgier, Ukrainy, Rumunii, Bułgarii, Serbii, Grecji oraz europejskiej części Rosji, a w Azji z syberyjskiej części Rosji, Gruzji, Armenii, Azerbejdżanu, anatolijskiej części Turcji, Syrii, Izraela i Iranu.
Przez Polskę przechodzi północno-zachodnia granica zwartego zasięgu tego pędrusia; na południu i wschodzie kraju jest zdecydowanie częstszy niż na północnym zachodzie. W Niemczech pojedyncze stwierdzenia dotyczą Saksonii i Górnego Palatynatu. W Austrii podawany jest tylko ze wschodnich krajów związkowych.